# Свенд Ольсен
Свенд Ольсен (дан. Svend Olsen, 17 жовтня 1908 — 13 грудня 1980) — данський важкоатлет.
Срібний призер Олімпійських Ігор 1932 року в категорії до 82,5 кг.